# MRPS18C
MRPS18C (англ. Mitochondrial ribosomal protein S18C) – білок, який кодується однойменним геном, розташованим у людей на 4-й хромосомі. Довжина поліпептидного ланцюга білка становить 142 амінокислот, а молекулярна маса — 15 850.
| 10         |  | 20         |  | 30         |  | 40         |  | 50         |
| ---------- |  | ---------- |  | ---------- |  | ---------- |  | ---------- |
| MAAVVAVCGG |  | LGRKKLTHLV |  | TAAVSLTHPG |  | THTVLWRRGC |  | SQQVSSNEDL |
| PISMENPYKE |  | PLKKCILCGK |  | HVDYKNVQLL |  | SQFVSPFTGC |  | IYGRHITGLC |
| GKKQKEITKA |  | IKRAQIMGFM |  | PVTYKDPAYL |  | KDPKVCNIRY |  | RE         |

A: Аланін

C: Цистеїн

D: Аспарагінова кислота

E: Глутамінова кислота

F: Фенілаланін

G: Гліцин

H: Гістидин

I: Ізолейцин

K: Лізин

L: Лейцин

M: Метіонін

N: Аспарагін

P: Пролін

Q: Глутамін

R: Аргінін

S: Серин

T: Треонін

V: Валін

W: Триптофан

Кодований геном білок за функціями належить до рибонуклеопротеїнів, рибосомних білків. 
Локалізований у мітохондрії.